# Background (film, 1953)
Pour les articles homonymes, voir Background.
Pour plus de détails, voir Fiche technique et Distribution.
Background est un film britannique réalisé par Daniel Birt, sorti en 1953.

## Synopsis
Dans le Londres d'après-guerre, John Lomax, avocat de la classe moyenne supérieure, et sa femme Barbie décident de divorcer après plusieurs années de querelles incessantes.

## Fiche technique
- Titre : Background
- Titre américain : Edge of Divorce
- Réalisation : Daniel Birt
- Scénario : Don Sharp et Warren Chetham Strode d'après sa pièce de théâtre
- Photographie : Arthur Grant
- Montage : John Trumper
- Production : Herbert Mason
- Pays :  Royaume-Uni
- Genre : Drame
- Durée : 83 minutes
- Dates de sortie : 
  -  Royaume-Uni : 9 novembre 1953

## Distribution
- Valerie Hobson : Barbie Lomax
- Philip Friend : John Lomax
- Norman Wooland : Bill Ogden
- Janette Scott : Jess Lomax
- Mandy Miller : Linda Lomax
- Jeremy Spenser : Adrian Lomax
- Lily Kann : Brownie
- Helen Shingler : Mary Wallace
- Richard Wattis : David Wallace
- Thora Hird : Mme. Humphries
- Louise Hampton : Miss Russell
- Joss Ambler : Judge
- Paul Harding : Arthur Meade
- Jack Melford : Mackay
- Barbara Hicks : Mme. Young

## Accueil
The Monthly Film Bulletin évoque un film « raisonnablement bien fait et bien interprété ».